# Aire d'attraction de Bagnères-de-Luchon
L'aire d'attraction de Bagnères-de-Luchon est un zonage d'étude défini par l'Insee pour caractériser l’influence de la commune de Bagnères-de-Luchon sur les communes environnantes. Publiée en octobre 2020, elle se substitue à l'aire urbaine de Bagnères-de-Luchon, qui comportait 31 communes dans le dernier zonage qui remontait à 2010.

## Définition
L’aire d’attraction d'une ville est composée d’un pôle, défini à partir de critères de population et d’emploi ainsi que d’une couronne constituée des communes dont au moins 15 % des actifs travaillent dans le pôle. Le pôle d’attraction constitue ainsi un point de convergence des déplacements domicile-travail,.

## Type et composition
L’aire d'attraction de Bagnères-de-Luchon est une aire inter-départementale qui comporte 44 communes : 42 situées dans la Haute-Garonne et 2 dans les Hautes-Pyrénées (Loudervielle et Saléchan).
Elle est catégorisée dans les aires de moins de 50 000 habitants, une catégorie qui regroupe 16,6 % de la population d'Occitanie et 12,2 % au niveau national.

### Carte

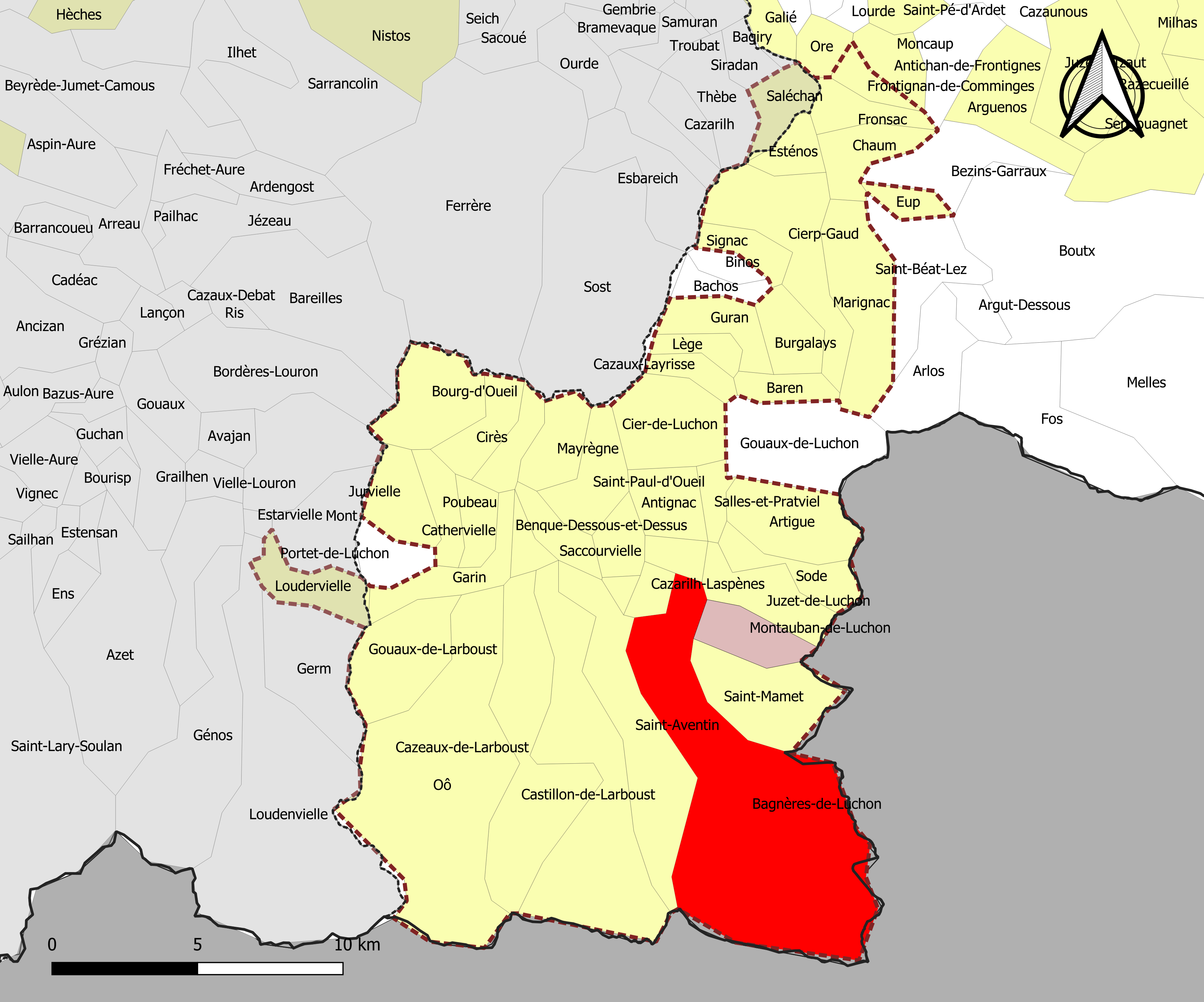
Carte de l'aire d'attraction de Bagnères-de-Luchon.
Commune-centre
Commune du pôle principal
Commune de la couronne

### Composition communale
| Nom                                 | Code Insee | Département     | Statut                    | Superficie (km2) | Population (dernière pop. légale) | Densité (hab./km2) | Modifier                                    |
| ----------------------------------- | ---------- | --------------- | ------------------------- | ---------------- | --------------------------------- | ------------------ | ------------------------------------------- |
| Bagnères-de-Luchon (commune-centre) | 31042      | Haute-Garonne   | commune-centre            | 52,80            | 2 081 (2022)                      | 39                 | modifier les données · modifier les données |
| Montauban-de-Luchon                 | 31360      | Haute-Garonne   | commune du pôle principal | 6,02             | 506 (2022)                        | 84                 | modifier les données · modifier les données |
| Antignac                            | 31010      | Haute-Garonne   | commune de la couronne    | 5,80             | 86 (2022)                         | 15                 | modifier les données · modifier les données |
| Artigue                             | 31019      | Haute-Garonne   | commune de la couronne    | 9,72             | 32 (2022)                         | 3,3                | modifier les données · modifier les données |
| Baren                               | 31046      | Haute-Garonne   | commune de la couronne    | 3,06             | 11 (2022)                         | 3,6                | modifier les données · modifier les données |
| Benque-Dessous-et-Dessus            | 31064      | Haute-Garonne   | commune de la couronne    | 3,72             | 29 (2022)                         | 7,8                | modifier les données · modifier les données |
| Billière                            | 31068      | Haute-Garonne   | commune de la couronne    | 2,18             | 34 (2022)                         | 16                 | modifier les données · modifier les données |
| Bourg-d'Oueil                       | 31081      | Haute-Garonne   | commune de la couronne    | 9,52             | 13 (2022)                         | 1,4                | modifier les données · modifier les données |
| Burgalays                           | 31092      | Haute-Garonne   | commune de la couronne    | 5,05             | 122 (2022)                        | 24                 | modifier les données · modifier les données |
| Castillon-de-Larboust               | 31123      | Haute-Garonne   | commune de la couronne    | 20,67            | 81 (2022)                         | 3,9                | modifier les données · modifier les données |
| Cathervielle                        | 31125      | Haute-Garonne   | commune de la couronne    | 3,70             | 32 (2022)                         | 8,6                | modifier les données · modifier les données |
| Caubous                             | 31127      | Haute-Garonne   | commune de la couronne    | 3,78             | 3 (2022)                          | 0,79               | modifier les données · modifier les données |
| Cazarilh-Laspènes                   | 31129      | Haute-Garonne   | commune de la couronne    | 2,37             | 14 (2022)                         | 5,9                | modifier les données · modifier les données |
| Cazaux-Layrisse                     | 31132      | Haute-Garonne   | commune de la couronne    | 2,76             | 61 (2022)                         | 22                 | modifier les données · modifier les données |
| Cazeaux-de-Larboust                 | 31133      | Haute-Garonne   | commune de la couronne    | 19,14            | 93 (2022)                         | 4,9                | modifier les données · modifier les données |
| Chaum                               | 31139      | Haute-Garonne   | commune de la couronne    | 5,70             | 197 (2022)                        | 35                 | modifier les données · modifier les données |
| Cier-de-Luchon                      | 31142      | Haute-Garonne   | commune de la couronne    | 10,59            | 228 (2022)                        | 22                 | modifier les données · modifier les données |
| Cierp-Gaud                          | 31144      | Haute-Garonne   | commune de la couronne    | 13,90            | 696 (2022)                        | 50                 | modifier les données · modifier les données |
| Cirès                               | 31146      | Haute-Garonne   | commune de la couronne    | 5,11             | 11 (2022)                         | 2,2                | modifier les données · modifier les données |
| Esténos                             | 31176      | Haute-Garonne   | commune de la couronne    | 3,41             | 193 (2022)                        | 57                 | modifier les données · modifier les données |
| Eup                                 | 31177      | Haute-Garonne   | commune de la couronne    | 2,22             | 137 (2022)                        | 62                 | modifier les données · modifier les données |
| Fronsac                             | 31199      | Haute-Garonne   | commune de la couronne    | 4,15             | 188 (2022)                        | 45                 | modifier les données · modifier les données |
| Frontignan-de-Comminges             | 31200      | Haute-Garonne   | commune de la couronne    | 2,53             | 78 (2022)                         | 31                 | modifier les données · modifier les données |
| Garin                               | 31213      | Haute-Garonne   | commune de la couronne    | 5,62             | 150 (2022)                        | 27                 | modifier les données · modifier les données |
| Gouaux-de-Larboust                  | 31221      | Haute-Garonne   | commune de la couronne    | 10,67            | 41 (2022)                         | 3,8                | modifier les données · modifier les données |
| Guran                               | 31235      | Haute-Garonne   | commune de la couronne    | 5,28             | 58 (2022)                         | 11                 | modifier les données · modifier les données |
| Jurvielle                           | 31242      | Haute-Garonne   | commune de la couronne    | 5,79             | 20 (2022)                         | 3,5                | modifier les données · modifier les données |
| Juzet-de-Luchon                     | 31244      | Haute-Garonne   | commune de la couronne    | 6,80             | 372 (2022)                        | 55                 | modifier les données · modifier les données |
| Lège                                | 31290      | Haute-Garonne   | commune de la couronne    | 2,72             | 33 (2022)                         | 12                 | modifier les données · modifier les données |
| Marignac                            | 31316      | Haute-Garonne   | commune de la couronne    | 12,95            | 488 (2022)                        | 38                 | modifier les données · modifier les données |
| Mayrègne                            | 31335      | Haute-Garonne   | commune de la couronne    | 5,19             | 30 (2022)                         | 5,8                | modifier les données · modifier les données |
| Moustajon                           | 31394      | Haute-Garonne   | commune de la couronne    | 2,30             | 127 (2022)                        | 55                 | modifier les données · modifier les données |
| Oô                                  | 31404      | Haute-Garonne   | commune de la couronne    | 32,53            | 103 (2022)                        | 3,2                | modifier les données · modifier les données |
| Poubeau                             | 31434      | Haute-Garonne   | commune de la couronne    | 4,21             | 79 (2022)                         | 19                 | modifier les données · modifier les données |
| Saccourvielle                       | 31465      | Haute-Garonne   | commune de la couronne    | 3,41             | 22 (2022)                         | 6,5                | modifier les données · modifier les données |
| Saint-Aventin                       | 31470      | Haute-Garonne   | commune de la couronne    | 17,40            | 63 (2022)                         | 3,6                | modifier les données · modifier les données |
| Saint-Mamet                         | 31500      | Haute-Garonne   | commune de la couronne    | 11,16            | 552 (2022)                        | 49                 | modifier les données · modifier les données |
| Saint-Paul-d'Oueil                  | 31508      | Haute-Garonne   | commune de la couronne    | 7,46             | 42 (2022)                         | 5,6                | modifier les données · modifier les données |
| Salles-et-Pratviel                  | 31524      | Haute-Garonne   | commune de la couronne    | 2,12             | 127 (2022)                        | 60                 | modifier les données · modifier les données |
| Signac                              | 31548      | Haute-Garonne   | commune de la couronne    | 3,51             | 41 (2022)                         | 12                 | modifier les données · modifier les données |
| Sode                                | 31549      | Haute-Garonne   | commune de la couronne    | 5,53             | 20 (2022)                         | 3,6                | modifier les données · modifier les données |
| Trébons-de-Luchon                   | 31559      | Haute-Garonne   | commune de la couronne    | 0,83             | 8 (2022)                          | 9,6                | modifier les données · modifier les données |
| Loudervielle                        | 65283      | Hautes-Pyrénées | commune de la couronne    | 5,39             | 49 (2022)                         | 9,1                | modifier les données · modifier les données |
| Saléchan                            | 65398      | Hautes-Pyrénées | commune de la couronne    | 4,10             | 243 (2022)                        | 59                 | modifier les données · modifier les données |